# Peter Holman
Pour les articles homonymes, voir Holman.
Peter Kenneth Holman (Londres, 19 octobre 1946) est un chef d'orchestre et musicologue britannique.

## Carrière
Peter Holman est bien connu pour faire revivre la musique de Purcell et ses contemporains anglais. Holman a effectué, avec l'ensemble The Parley of Instruments — cofondé en 1979 par Holman et le violoniste Roy Goodman — une vaste série d'enregistrements de musique baroque anglaise peu connue, pour le label Hyperion dans la série English Orpheus, de 1980 à 2010. Holman et l'ensemble continuent d'enregistrer pour le label Chandos.
Holman a été nommé Membre de l'Ordre de l'Empire britannique (MBE) en 2015, lors des honneurs de la nouvelle année, pour les services rendus à la musique ancienne,.

## Publications
- Dowland, Lachrimae (1604) 1999
- Henry Purcell, 1994
- Life After Death: The Viola Da Gamba in Britain, 2010
- From Renaissance to Baroque: change in instruments Jonathan Wainwright, Peter Holman, University of York. Dept. of Music, 2005
- Four and twenty fiddlers: the violin at the English court, 1540-1690, 1996
- Music in the British Provinces, 1690-1914, Rachel Cowgill, Peter Holman, 2007
- Purcell - 23 articles, éd. Peter Holman, 2011
- Terpsichore at 400: Michael Praetorius as a Collector of Dances. The Viola da Gamba Society Journal, Volume Six - 2012. pp. 34-51. online